# Bal
Pour les articles homonymes, voir Bal (homonymie).

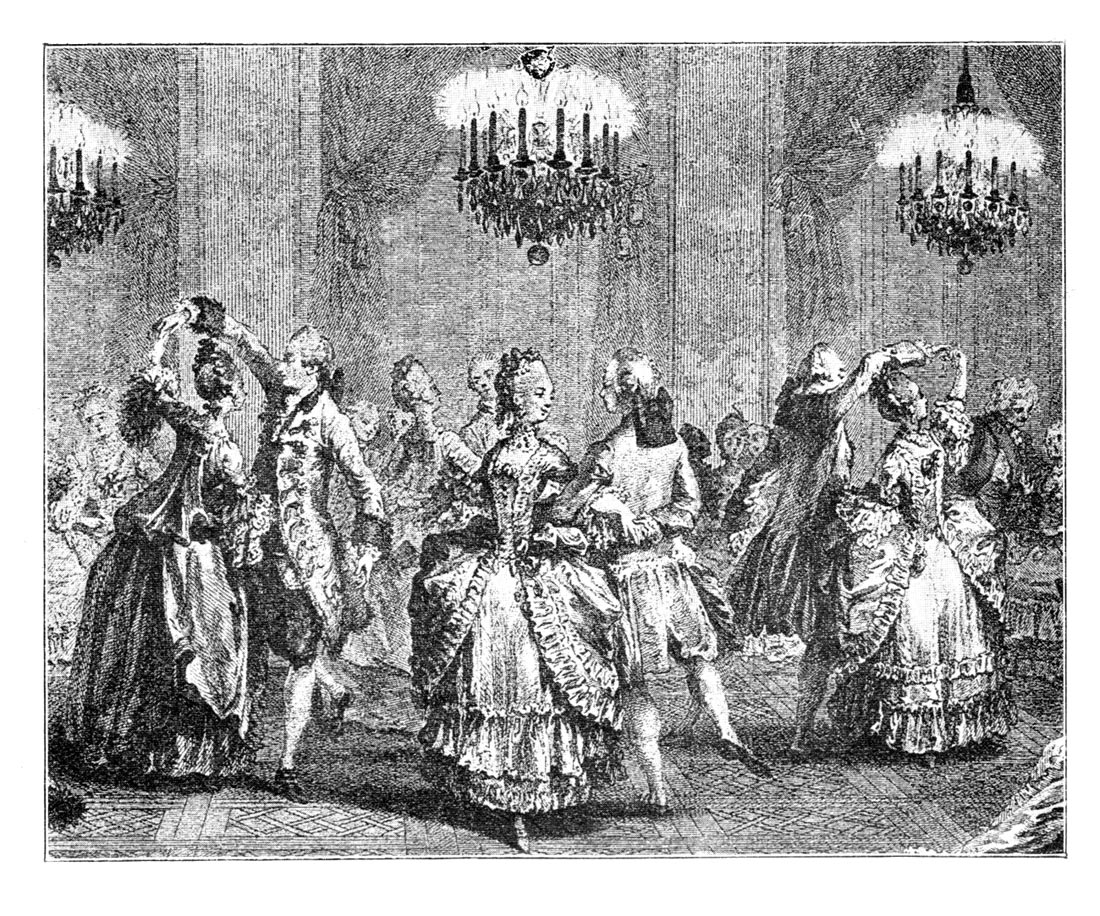
Le Bal paré, gravure d'Augustin de Saint-Aubin (1773).

Un bal est une assemblée de personnes réunies pour danser. Reflet de la société, cette pratique fait le lien entre la danse savante des scènes de spectacle, et la danse amateur ou populaire des cérémonies privées ou publiques. Elle évolue avec ses règles et ses codes mais reste souvent un moment romanesque.
Un bal se caractérise généralement par une pratique libre de danses de couple (valse, polka) ou chorégraphiées (contredanse, quadrille). Il s’agit d’une activité de divertissement qui a aussi une fonction sociale, matrimoniale, ou même politique.
En France, le bal naît au Moyen Âge au sein de la vie de Cour. Il est alors associé à un cérémonial particulier, à l’élégance, et aux bienséances. Mais c’est à la Renaissance que le bal se codifie vraiment (port droit, gestes mesurés…). Le Grand Siècle contribue largement au rayonnement des bals français, depuis la cour de Versailles. Depuis le XVIIIe siècle, les bals populaires se sont développés à la suite des premiers bals publics instaurés par la monarchie. L’intérêt pour les danses élaborées s’accroît dans toutes les couches de la société, avec le désir de codifier davantage les fêtes populaires.

De nos jours, le mot bal est devenu moins utilisé pour désigner un événement dansant. Les danses individuelles se sont beaucoup substituées aux danses de couple et aux danses chorégraphiées, avec un désir né au XXe siècle de simplifier toujours plus les codes. Cependant, on assiste aujourd'hui en France à un regain d'intérêt pour les danses de salon et les danses folkloriques. De nouveaux bals voient le jour, tant à Paris qu'en région.

Un bal de la cour impériale russe à l'assemblée de la noblesse de Saint-Pétersbourg.

## Caractéristiques
Le bal est d'abord une invention européenne. L'historienne Sophie Jacotot précise : « Ces types de danses, en couple fermé, à l'instar de la valse, étaient inconnues dans la plupart des autres sociétés. Mais avec le développement des colonies, puis les migrations de population, ils vont gagner d'autres continents. Aux Amériques, les danses vont ainsi se diffuser, pour aboutir au bal. C'est d'ailleurs des États-Unis que viendra le renouveau au XXe siècle, produisant en Europe comme un effet boomerang. »
Un bal se caractérise généralement par une pratique libre de danses de couple (valse, polka) ou chorégraphiées (contredanse, quadrille). Il s’agit d’une activité de divertissement qui a aussi une fonction sociale, matrimoniale, ou même politique.

## Histoire du bal en France
À toute époque il y eut des bals. Ils sont attestés dès le Moyen Âge au sein de la vie de Cour (« bal » est le déverbal de l'ancien français « baller » qui désigne dans la littérature courtoise le fait de danser à la cour au milieu du XIIe siècle). On danse entre soi, au sein d'une société éduquée et avec un cérémonial particulier ; il faut se montrer dans ses plus beaux atours. La vogue des bals s'amplifie à la Renaissance, notamment sous la forme de danses de couple et sous l'influence de Catherine de Médicis, qui en fait un usage de polissage des mœurs de la cour. C'est d'ailleurs à la Renaissance que le bal se codifie vraiment. On se produit alors au bal avec retenue et élégance (port droit, gestes mesurés).
Cependant des transmissions verticales ont constamment lieu entre danse populaire (telle la carole ou la contredanse) et danse savante, et ce dans les deux sens mais seule cette dernière est évoquée dans les écrits des aristocrates (telle la basse danse pratiquée lors du ballet de cour, du bal d'apparat et des bals d'appartement sous Louis XIV).

### AuXVIIIesiècle
Pratiqués à la cour jusqu'à la fin du XVIIe siècle, les bals deviennent « publics» à Paris en 1715, grâce au Régent. Le 31 décembre, il prend une ordonnance qui autorise les bals publics à l'Opéra durant la période du carnaval, à raison de trois bals par semaine. Organisés effectivement dans un lieu public, ils restent cependant réservés à une élite avant de devenir moins sélectifs sous Louis XVI. Les jours de bal, la salle de spectacle est transformée grâce à un cabestan, comme le raconte Cahusac : les directeurs de l'Opéra « firent faire une machine avec laquelle on élevait le parterre et l'orchestre au niveau du théâtre scène. La salle fut ornée de lustres, d'un cabinet de glaces dans le fond, de deux orchestres aux deux bouts, et d'un buffet de rafraîchissements dans le milieu ».
L'année suivante, en 1716, la Comédie-Française obtient la même autorisation, provoquant une forte concurrence entre les deux maisons, qui durera jusqu'en 1721. Au cours du XVIIIe siècle se développent les bals publics dans les parcs et les jardins d'agrément. Les danses sont encore celles de l'élite sociale mais ne sont plus réservées à l'aristocratie.

### AuXIXesiècle

Bal du moulin de la Galette de Pierre-Auguste Renoir (1876) représente un bal dans une guinguette de Montmartre.

Les bals avec leurs couples enlacés se développent à Paris vers 1810 avec la mazurka, dans les années 1815 avec la valse, après 1840 avec la polka. Le quadrille fait également son apparition. Le 3 février 1839, la revue La France musicale écrit :
« Les bals de l'Opéra jouissent cette année d'une vogue extraordinaire. Jamais ces fêtes de nuit n'avaient été fréquentées par une société plus nombreuse et plus brillante. Le quadrille français avec costumes des quatre Nations est une des innovations chorégraphiques les plus heureuses qu'on ait trouvé depuis longtemps. Il a été exécuté aux derniers bals avec un ensemble, une précision et un entraînement qui font le plus grand honneur à l'orchestre de Jullien et à Jullien lui-même ».
Plusieurs bals publics importants prennent le nom de l'établissement créé pour accueillir un public dansant. C'est le cas du Bal Mabille et du Bal Valentino, qui attirent une clientèle huppée ; le Bal Bullier et le Bal de la Grande-Chaumière sont moins onéreux et plus accessibles. Créé au siècle précédent, le Bal de l'Opéra se développe ; il est alors le plus fameux de tous les bals du Carnaval de Paris. 

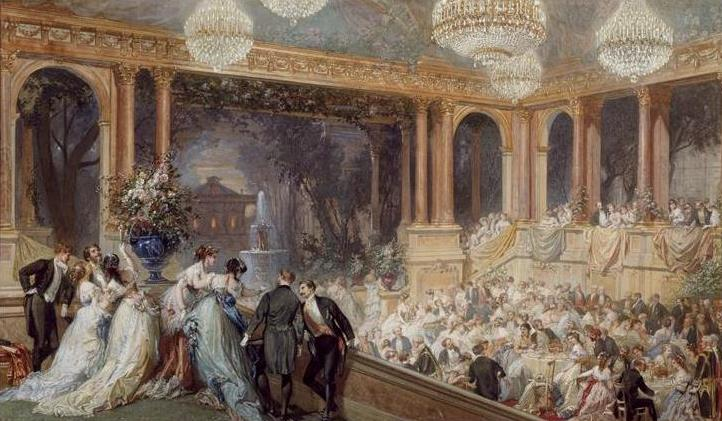
Un soir de bal au Palais des Tuileries, sous le Second Empire.

Sous le Second Empire, Napoléon III fait donner de grandes fêtes impériales, notamment au Palais des Tuileries, atteignant jusqu'à 4000 convives.
Apparaissent également au XIXe siècle de nouvelles formes de bal qui se diffusent dans toutes les couches sociales. On assiste ainsi au développement du bal de régions (tel le bal musette) et à la création des bals par profession (bal de domestique, d'artisan). Plusieurs grandes écoles créent leur bal annuel, comme l'École polytechnique, avec le Bal de l'X, qui perdure encore aujourd'hui. La Troisième République créé le premier bal du 14 juillet pour fédérer les français autour de la République.

### AuXXesiècle
Durant l'entre-deux-guerres, de nouvelles danses se propagent provenant des États-Unis (fox-trot, shimmy, charleston...), de la zone caribéenne (biguine, rumba…) ou d'Amérique du Sud (tango, samba…).
Des dancing se créent qui se différencient des salles de bal précédentes par l'introduction de ces nouvelles danses, et par la présence de danseurs professionnels faisant des démonstrations ou donnant des cours de danse aux clients. Ils se distinguent également par une mixité sociale plus grande.
Pendant la Seconde Guerre mondiale, les bals sont condamnés moralement en France par le régime de Vichy qui maintient leur interdiction ordonnée par la Troisième République dès la déclaration de guerre le 9 septembre 1939. Malgré des interdictions répétées, les bals subsistent cependant pendant toute cette période car ils ne sont pas un simple divertissement mais ont aussi une fonction sociale : clore les moments des travaux collectifs, permettre aux jeunes gens de se rencontrer ou braver leurs parents. C'est aussi un moyen d'expression : les zazous contestent le régime de Vichy en swinguant, dans des clubs en sous-sol.
Le bal, qui avait dès ses origines un rôle matrimonial, le garde dans le milieu rural après la Seconde Guerre mondiale puis décline au profit des sorties en discothèque. Il tend cependant à se maintenir dans les bals populaires de fêtes locales ou grâce au renouveau des danses sociales. Le bal demeure parfois l’unique moyen d’accéder à la musique vivante, et peut déclencher des vocations. Les danses ne sont plus forcément en couple, mais également seules, avec le jerk, le disco, le funk. Et la rave party de la fin du XXe siècle et du début du XXIe siècle  réinvente les transes collectives.
Dans cette période de deuxième moitié du XXe siècle et de début du XXIe siècle, le bal populaire combine des types de musique et de danse qui permettent le rassemblement de générations différentes en un même lieu de détente et de rencontre. Le moment « musette » permet aux danseurs ayant effectué leurs premiers pas au son d’un accordéon de s’adonner à la valse ou au paso. Le rock puis le disco font évoluer les plus jeunes sur les rythmes cadencés par la batterie et la guitare électrique. Le slow, pratiqué à deux sur un tempo lent, facilite une naissance de couples qui prolonge le rôle initial du bal dans le choix du conjoint.
Dans un tout autre registre, le Bal des Débutantes créé à l'Hôtel de Crillon de Paris en 1992 remet au goût du jour le cérémonial de présentation à la cour des jeunes filles de la bonne société en robe blanche, cérémonie lancée en 1780 par le roi d'Angleterre George III à l'occasion du bal d'anniversaire de son épouse la reine Charlotte.
En 1993, Michel Reilhac, ancien danseur, face au déclin du bal « ringardisé », crée le « bal moderne » au théâtre national de Chaillot dans le cadre du Festival Paris quartier d'été, avec comme principe des néophytes qui sont invités à apprendre des mini-chorégraphies créées spécialement à leur intention par de grands noms de la danse.

### De nos jours
Le mot bal est devenu moins utilisé de nos jours pour désigner un événement dansant. Les danses individuelles se sont beaucoup substituées aux danses de couple et aux danses chorégraphiées, avec un désir propre au XXe siècle de simplifier toujours plus les codes. Mais on assiste aujourd'hui à un retour en grâce des danses de salon comme des danses folkloriques. De ce nouvel engouement naissent plusieurs bals de différents types.
Parmi les bals de prestige existants en France aujourd'hui, on peut citer le Bal de l'X, le Bal des Débutantes et le Bal des Parisiennes. Concernant les bals populaires, on peut citer les différents bals du 14 juillet, dont le Bal des pompiers, mais aussi le Grand Bal de l'Europe consacré aux danses traditionnelles, ainsi que les bals musettes qui persistent par endroit.

## Ailleurs dans le monde

### Bals historiques célèbres
Le bal de la duchesse de Richmond est organisé à Bruxelles le 15 juin 1815, la veille de la bataille de Quatre-Bras, trois jours avant la bataille de Waterloo. Le mari de la duchesse, Charles Lennox (4e duc de Richmond), commandait des troupes de réserve basées à Bruxelles, pour protéger cette ville en cas d’invasion par Napoléon Bonaparte. Les officiers présents durent quitter le bal après que Wellington apprît, au cours de la soirée, l'avancée des troupes de Napoléon. Elizabeth Pakenham, comtesse de Longford, le décrit comme « le bal le plus remarquable de l’Histoire ».
Le 3 septembre 1951, Charles de Beistegui organise un bal costumé à Venise, au palais Labia, après avoir fait restaurer le palais. Le bal fut dès le lendemain qualifié de « bal du siècle ». L'événement fut immortalisé par les photographes Robert Doisneau et Cecil Beaton, mais aussi par le dessinateur Alexandre Serebriakoff.

### Principaux bals dans le monde aujourd'hui
En Autriche, la tradition des bals est restée particulièrement vivace. Vienne est considérée aujourd'hui comme la capitale mondiale des bals. Plus de 450 bals y sont donnés chaque année, dont le fameux Bal de l’Opéra, le plus réputé, ou le Bal de l'Orchestre philharmonique de Vienne, donné dans la grande salle dorée du Musikverein (où a lieu chaque année le Concert du Nouvel An).
Le concept de Bal des débutantes existe dans plusieurs grandes villes ; le plus connu est l'International Debutante Ball, donné régulièrement à New York, à l'hôtel Waldorf-Astoria.
Le Carnaval de Venise donne lieu à des bals privés particulièrement prisés ; ces derniers sont nécessairement masqués et costumés selon la mode du XVIIIe siècle.

## Le bal dans la littérature, le cinéma et la musique
Le bal, lieu où l'on se montre et moment romanesque, a inspiré des centaines d'auteurs : Saint-Simon, Jane Austen, Honoré de Balzac, Alexandre Dumas dans Les Trois Mousquetaires, Guy de Maupassant, Léon Tolstoï dans Anna Karénine, Francis Scott Fitzgerald, Jacques Prévert, Giuseppe Tomasi di Lampedusa dans Le Guépard, fameuse scène reprise dans le film de Visconti, Marguerite Duras, etc. . On trouve aussi une scène de bal où les objets prennent vie dans Le Cabinet du Diable de Céline Maltère (La Clef d'Argent, 2016)
En 1978, le film La Fièvre du samedi soir de John Badham lance le disco ; en 1983, Ettore Scola en fait le sujet de son film Le Bal.
Les chorégraphes n'hésitent pas non plus à inclure des scènes de bals dans leurs spectacles, dans un curieux retour entre danses savantes et danses populaires comme dans Roméo et Juliette de Serge Prokofiev, dans La Grande Ville de Kurt Jooss, dans The Show Must Go On de Jérôme Bel, et dans plusieurs pièces de Pina Bausch.
Le bal dans la musique a inspiré les chansons : C'était bien également appelé Le P'tit Bal perdu interprétée notamment par Juliette Greco ou Bourvil, Les Bals populaires de Michel Sardou, Bal du faubourg de Charles Aznavour.